# Hildegersen
Koordinaten: 51° 19′ 49″ N, 9° 12′ 50″ O
Hildegersen war eine Anfang des 13. Jahrhunderts erstmals urkundlich erwähnte Siedlung in der heutigen Gemarkung der nordhessischen Stadt Wolfhagen, Landkreis Kassel, die im Jahr 1334 letztmals und bereits als wüst erwähnt wurde.

## Geographische Lage
Das kleine Dorf befand sich etwa 3 km nordöstlich von Wolfhagen auf 313 m am Ostfuß des Helfenbergs, etwa mittig zwischen Philippinenthal im Norden und Philippinenburg im Süden, in der Flur „In der Hölle“, wo sich später auch der Höllehof befand.

## Geschichte
Der Ort wurde in der Zeit 1200/1230 in Besitzurkunden des Klosters Hasungen erstmals urkundlich erwähnt, erscheint 1260 als „Hyldegerssen“, und wird dann bereits 1334 als „villa desolata“ (wüstes Dorf) bezeichnet.